# Sistema de arma ligera de infantería con capacidad de perforación de blindaje
APILAS (en inglés: Armour Piercing Infantry Light Arm System) es una moderna arma antitanque francesa y un cañón sin retroceso desarrollado por la empresa armamentística KNDS Francia y es utilizada por muchas fuerzas armadas de todo el Mundo.

## Funcionamiento

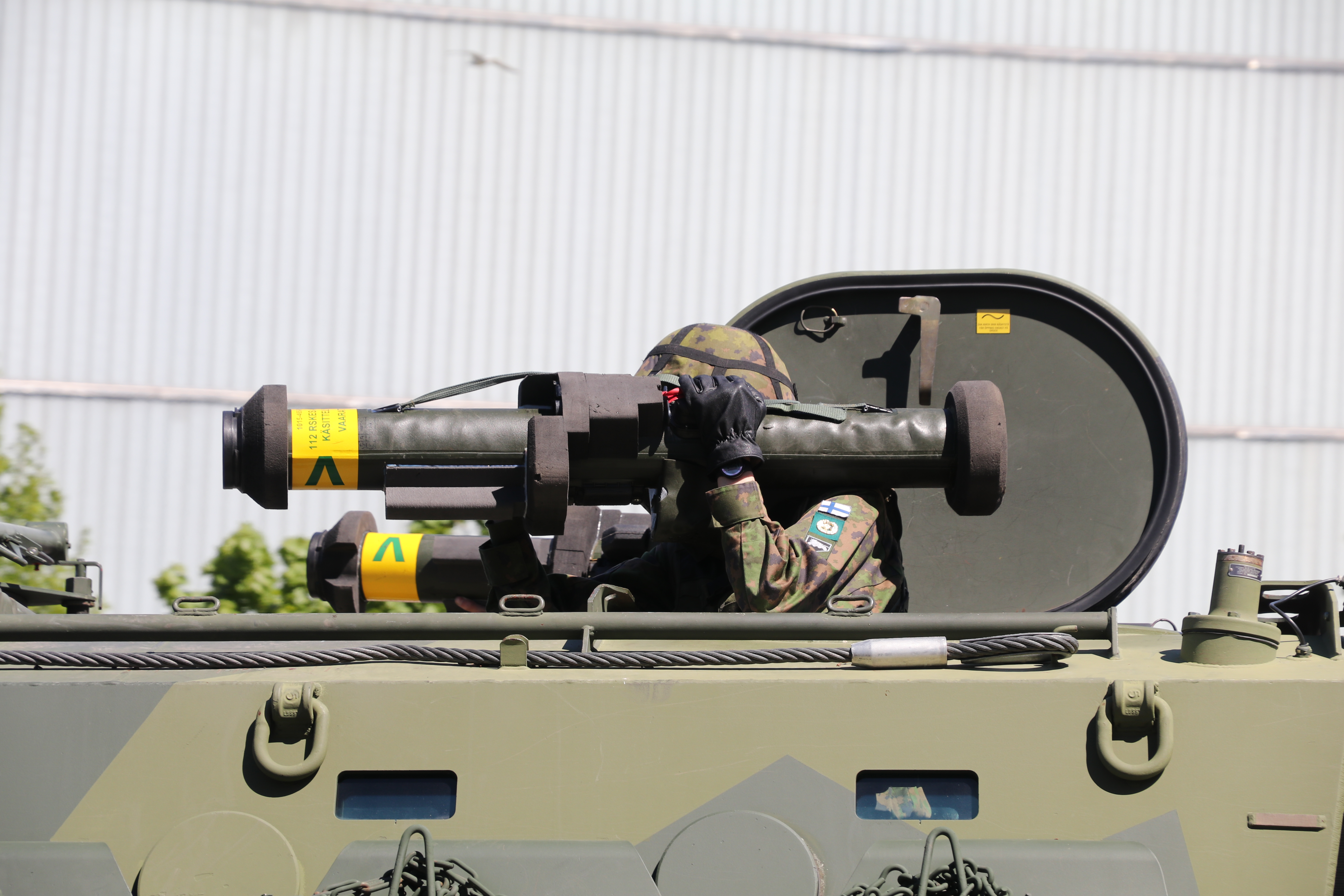
Un militar finlandés armado con una arma antitanque APILAS.

El sistema antitanque APILAS se introdujo en la década de 1980 para combatir con éxito el blindaje compuesto de los pesados carros de combate principales soviéticos T-72 en el frente de batalla. Ha sido desarrollado como una arma antitanque. El tubo lanzador está hecho de plástico reforzado con fibra de vidrio y es desechado después de ser disparado. Para proteger al tirador de la potente carga propulsora, el arma tiene un protector facial acoplado en el cañón. La puntería se realiza con una mira óptica de tres aumentos y cuenta con una corrección de ángulo. La mira se quita después de que se ha disparado el arma y esta se fija a un cañón nuevo. También se puede usar una mira nocturna. El arma se dispara eléctricamente. El misil solamente es armado a partir de 25 metros después de ser lanzado.  La ojiva de la carga hueca se enciende de forma fiable en ángulos de impacto de hasta 80 grados. En 2006 se habían producido más de 120 000 armas anticarro APILAS. El sistema antitanque lo utilizan Bélgica, Chile, Finlandia, Francia, Italia, Jordania, Corea del Sur, Arabia Saudita y Taiwán. En Finlandia, esta arma es conocida como sistema antitanque APILAS. Francia utiliza esta arma antitanque desde el año 1985.

## Datos técnicos
| APILAS                          | APILAS                                                       |
| Parámetros                      | Datos                                                        |
| ------------------------------- | ------------------------------------------------------------ |
| Fabricante                      | KNDS Francia, anteriormente Manurhin.                        |
| Tipo                            | Arma antitanque con corrección de trayectoria.               |
| Calibre del cañón               | 112 mm                                                       |
| Calibre del proyectil           | 108 mm                                                       |
| Longitud del tubo lanzador      | 1.27 metros.                                                 |
| Velocidad inicial del proyectil | 295 metros por segundo.                                      |
| Cadencia de tiro                | Cada tubo solo se puede utilizar una vez.                    |
| Alcance efectivo                | Objetivos móviles a 300 metros y estacionarios a 500 metros. |
| Capacidad de perforación        | +720 mm de acero o dos metros de hormigón armado.            |

## Usuarios

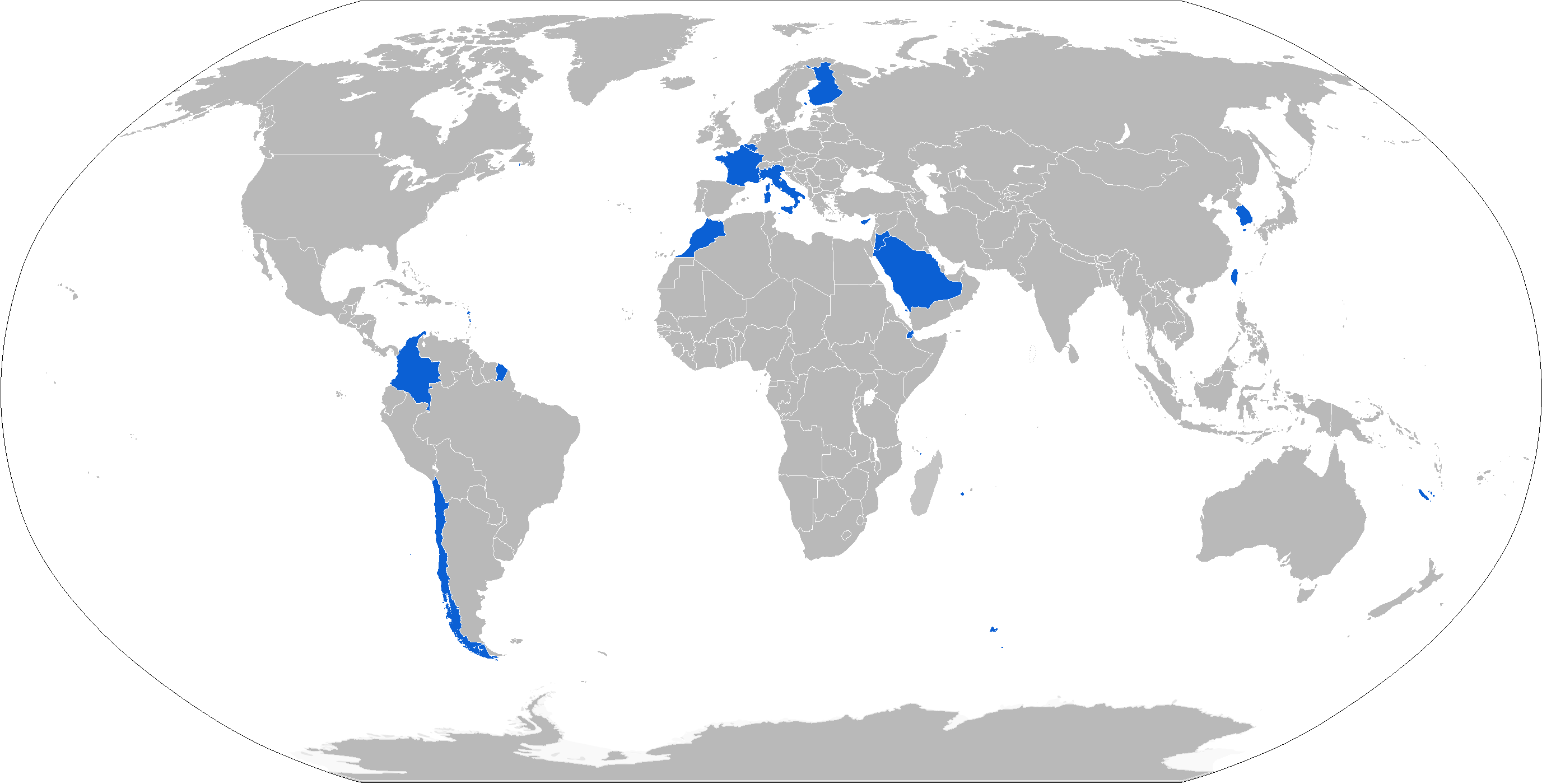
Usuarios de APILAS.

- Arabia Saudita
- Chile
- Chipre
- Colombia
- Corea del Sur
- España
- Finlandia
- Francia
- Italia
- Jordania
- Marruecos
- Siria
- Sudáfrica
- República de China
- Ucrania
- Yibuti